# Abarakkum
En Oriente Próximo, Abarakkum es una palabra acadia que designa al titular de la administración provincial neoasiria. Ocupaba el cuarto lugar en importancia después del turtanu, el rab shaqe y el nagir ekalli. Era considerado el intendente del dominio real, responsable de administrar las propiedades de los terratenientes y de la nobleza siria.
Este personaje tenía sus propios servicios comerciales dirigidos por un tamkarum. Posteriormente, a partir del siglo VIII a. C., fue el encargado de llevar el registro y el reparto del tributo de todas las regiones que configuraban el imperio asirio.
Los archivos reales de Mari también recogen el nombre de este alto funcionario que junto al nagirum realizaron funciones de inspección de víveres y de mantenimiento.